# Џилингам
Џилингам (енгл. Gillingham) је град у Уједињеном Краљевству у Енглеској. Према процени из 2007. у граду је живело 102.385 становника.

## Становништво
Према процени, у граду је 2008. живело 102.385 становника.
| 1981.  | 1991.  | 2001.  |
| ------ | ------ | ------ |
| 92,531 | 94,923 | 98,403 |